# TEE Le Mistral
Il treno TEE Le Mistral, in italiano "Il Maestrale" dal nome del vento che soffia nella valle del Rodano e sulla costa mediterranea, ebbe origine da una relazione rapida di prima e seconda classe (divenuta quasi subito di sola prima classe) istituita nel 1950 dalla Società Nazionale delle Ferrovie Francesi (SNCF) per collegare Parigi con Marsiglia e prolungata a Nizza nel 1952.
Pur essendo una relazione interna SNCF, nel 1965 il Mistral fu ammesso a far parte del Raggruppamento Trans Europ Express assieme agli analoghi treni di prestigio Rheinpfeil e Blauer Enzian che prestavano servizio esclusivamente sulla rete della Ferrovia Federale Tedesca (DB).
Perse la classificazione Trans Europ Express nel 1981 divenendo un treno di prima e seconda classe.